# Христос святого Іоанна від Хреста
«Христос Святого Іоанна від Хреста» (чи «Христос Сан Хуана де ла Крус») — картина іспанського художника Сальвадора Далі, написана у 1951 році.

## Історія створення

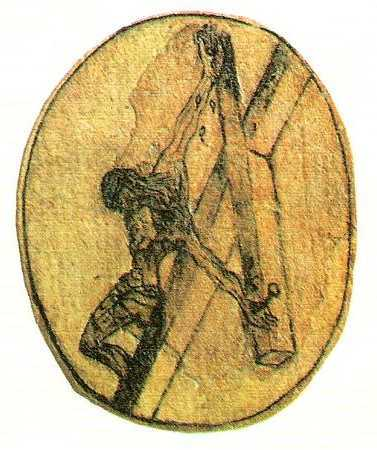
Малюнок розп'яття Іоанна від Хреста, що надихнув Далі

Мотивом для картини слугував малюнок розп'яття, зроблений, як вважають, святим Іоанном від Хреста (1542—1591). На цей малюнок Далі вказав монах-кармеліт отець Бруно де Фруассар.
Для композиції зі сценою розп'яття Ісуса на дерев'яному хресті Далі позував голлівудський каскадер і професійний акробат Расс Зандерс у Беверлі-Гіллз. По поверненні восени 1951 року у Порт-Льїгат Далі показав фотографії, збільшені до розмірів картини, Еміліо Пінгау і замовив у нього креслення проєкції цього хреста в сильному ракурсі. Отримане зображення він переніс на полотно.

## Опис
На величезній картині (205 × 116 см) Ісус висить над бухтою Порт-Льїгату, вид на яку відкривався з тераси будинку художника на березі. Розіп'ята фігура зображена у незвичайному ракурсі:

| Фігура розіп'ятого Христа ніби піднеслася над глядачем. Нахилений вперед хрест відгороджує, заслоняє нас від зловісної прірви, що заповнює всю верхню частину полотна. Розіп'ятий Христос ніби утримує всю цю поглинаючу темряву своєю жертовністю. Його фігура залита світлом невидимого джерела, розпластані руки відбиваються різкою тінню на перехресті хреста — тінню, подібною сакральному знаку.[2] |

## Експонування
У 1952 році картину придбав Музей Глазго за 8200£ і 23 липня 1952 року вона була розміщена у Художній галереї Келвінгроув.
У 1961 році з картиною стався прикрий випадок — відвідувач із психічним розладом пошкодив полотно, проте картину успішно відновили.